# Georgius Drosinis
Georgios Drosinis (9. prosince 1859 Plaka, Atény – 3. ledna 1951 Kifisia, Atény) byl řecký spisovatel, básník, vědec a redaktor. Je považován za spoluzakladatele Nové aténské školy (řecká literární generace 80. let 19. století).

## Životopis
Georgios se narodil v rodině Hristose Drosinise a Amalie rozené Petrokokinové. Měl sestru Kakiu. S manželkou Marií rozenou Kassabeti měl tři děti: Konstantinose, Amalii a Ageliku.
Pocházel z rodiny z Messolonghi, kde se jeho předci účastnili obrany města při obléhání Osmanskou říší během řecké války za nezávislost. Studoval filologii v Aténách a v Německu, ale studia nedokončil. Drosinis byl jedním ze spoluzakladatelů (s Kostisem Palamasem a Nikosem Kampasem) "generace 80. let 19. století", která obnovila moderní řeckou literaturu tím, že reagovala na již zaniklý romantismus.
Přispěl k rozvoji a etablování moderního řeckého jazyka ("démotštiny") a k obratu k řecké lidové tradici. Projevoval velký zájem o otázky vzdělávání a psal školní knihy. Od roku 1908 zastával významné funkce na ministerstvu školství. Během své služby založil školní knihovny, zavedl normy pro školní hygienu a zavedl Den státní vlajky 26. října. Přispěl také k založení domova pro nevidomé, odborné školy Sevastopouleios, Řecké laografické společnosti a k sestavení Historického slovníku řeckého jazyka. Významný byl jeho podíl na realizaci vzdělávacího programu premiéra Eleftheriose Venizelose v 10. letech 20. století. S Demetriosem Vikelasem založili Společnost pro šíření prospěšných knih. Kromě toho byl šéfredaktorem a ředitelem řady literárních a vzdělávacích publikací (časopis Estia, To Asty, To Imerologion Tis Megalis Elladas). Zasloužil se o založení Athénské akademie (1926) a stal se jedním z jejích prvních členů. Athénská akademie mu udělila "Cenu za vynikající výsledky v umění a literatuře" a v roce 1947 byl řeckým státem navržen na Nobelovu cenu za literaturu.

### Poezie
Přestože se Georgios Drosinis intenzivně věnoval vzdělávání a publikační činnosti, byl známý především díky svým literárním dílům. Jeho první básnickou sbírkou byla "Istoi Arachnis", dílo, které předznamenalo vznik nové athénské školy. Jeho poezie, která byla ovlivněna francouzským parnasismem, německou literaturou (Heinrich Heine) a Kostisem Palamasem, byla inspirována řeckým způsobem života, zejména řeckou přírodou; vyznačovala se klidem, prostotou a intenzivní, jasnou obrazností. Drosinisova nejvýznamnější básnická díla:
- Istoi Arachnis (Pavučiny, 1880)
- Idyllia (Romance, 1884)
- Gallene (Klid, 1902)
- Fotera Skotadia (Jasné tmy, 1918)
- Pyrine Romfaia (Plamenný meč, 1921)
- To Moiroloi tis Omorfis (Nářek krásky, 1927)
- Tha Vradyasei (Stmívá se, 1930)
- Eipe (Řekla, 1932)
- Lambades (Svíčky, 1947)

### Próza
Jeho prózy, které spadaly do žánru románu mravů, byly idylickým obrazem řeckého života – zejména venkovského prostředí, ale ukazovaly i jeho negativní stránky, chudobu a nevzdělanost rolníků. Jeho nejvýznamnější prozaická díla:

#### Romány
- Amarylis (1886)
- To Votani tis Agapis (Bylina lásky, 1901)
- Ersie (1922)
- Irena (Mír, 1945)

#### Sbírky povídek
- Agrotikai Epistolai (Rolnické dopisy, 1882)
- Diigimata kai Anamniseis (Povídky a vzpomínky, 1886)
- Diigimata ton Agron kai tis Polis (Povídky z venkova a města, 1904)

### Odkaz
V roce 1940 vydal Drosinis autobiografii "Skorpia Fylla tis Zois mou" (Roztroušené stránky mého života).
Mnoho jeho básní bylo zhudebněno a několik jeho děl bylo přeloženo do jiných jazyků. Jeho souborné dílo vydala Společnost pro šíření prospěšných knih. Drosinisův dům v Kifisii (severní předměstí Athén) byl zrekonstruován a patří obci Kifisia. Od roku 1991 v něm sídlí Městská knihovna Kifisia a od roku 1997 Drosinisovo muzeum, kde je možné si prohlédnout sbírku básníkových osobních věcí a knih, v roce 1997 byla založena Společnost přátel Drosinisova muzea, jejímž cílem je mj. propagace a šíření Drosinisova díla, zejména v oblasti řeckého školství.

### V češtině
- Nepronajme se – úvod František Sekanina; přeložil Jiří Staca; in: 1000 nejkrásnějších novel... č. 56. Praha: J. R. Vilímek, 1913